# Route européenne 018
Ne doit pas être confondu avec la route européenne 18, située au Royaume-Uni, en Scandinavie, en Finlande et en Russie.
Pour les articles homonymes, voir E018.
La route européenne 018 (E018) est une route du Kazakhstan reliant Djezkazgan à Uspenovka.